# Oscar Kupferschmidt
Johannes Eugen Oscar Kupferschmidt (ur. 28 maja 1844 w Gdańsku, zm. 14 sierpnia 1922 tamże) – urzędnik, przedsiębiorca gdański.

## Życiorys
Był synem gdańskiego kupca Heinricha Adolpha Kupferschmidta. W 1863 ukończył szkołę realną św. Piotra i Pawła, następnie kształcił się w zawodzie kupca. W stopniu porucznika walczył w wojnie prusko-duńskiej (1864) i francusko-pruskiej (1870-1871).
15 maja 1872 został dyrektorem generalnym nowo utworzonego przedsiębiorstwa tramwajowego, będącego filią berlińskiego towarzystwa tramwajów konnych (Deutsche Pferdeeisenbahngesellschaft). Pod jego zarządem przedsiębiorstwo utrzymywało komunikację omnibusową z Wrzeszczem i Oliwą, następnie w czerwcu 1873 wprowadzono w Gdańsku tramwaje konne a w 1896 tramwaje elektryczne. Stało się to na 2 lata przed pierwszymi tramwajami elektrycznymi na terenie Królestwa Polskiego, uruchomionymi w Łodzi.
W okresie 1889–1894 był (wraz z dr. Gustavem Torwalsenem) współwłaścicielem przedsiębiorstwa tramwajów konnych, które upadło z braku środków na elektryfikację trakcji.
W latach 1893–1902 członek gdańskiej Rady Miejskiej. W roku 1899 przewodniczący społecznego komitetu budowy ewangelickiego kościoła Lutra we Wrzeszczu.
15 maja 1922 uroczyście obchodzono w Gdańsku 50-lecie jego pracy zawodowej, zmarł wkrótce po jubileuszu, 14 sierpnia tego samego roku.
Żonaty z Klarą Marią (luty 1850 Gdańsk – 1 marca 1908 Gdańsk), córką kupca Eduarda Hundertmarka. Córka Charlotta Hermina (ur. 31 marca 1872) została 10 listopada 1892 żoną kupca Georga Ernsta Andreasa Witta.
Jest patronem tramwaju Bombardier Flexity Classic NGT6-2GD Gdańskich Autobusów i Tramwajów o numerze bocznym 1005.